# Hieronymus David Gaubius
Hieronymus David Gaubius (24 de febrero de 1705–29 de noviembre de 1780) fue un médico y químico alemán.

## Vida
Nacido en  Heidelberg. Estudió medicina y ciencias en las Universidades de Harderwijk y Leiden, donde fue alumno de Hermann Boerhaave (1668-1738) y Bernhard Siegfried Albinus (1697-1770). Obtuvo su licenciatura en Leiden, en 1725, con una tesis sobre medicina psicosomática llamado Dissertatio, qua idea generalis solidarum humani corporis partiur exhibitur. Después de la graduación, continuó su formación en París, y luego ejerció medicina en Ámsterdam y Deventer.
En 1731 Gaubius fue invitado a Leiden por Boerhaave como profesor de química, y en 1734, se convirtió en un profesor de medicina y química. Gaubius aisló por primera vez el mentol en 1771.
Fue elegido miembro de la Royal Society en el año 1764.

## Obras
Una de sus obras más conocidas es Institutiones Pathologiae medicinalis, 1758 sobre la patología sistemática que siguió siendo popular durante muchos años.